# Johann Philipp Reis
Johann Philipp Reis (alemany: [ʁaɪs]: ; 7 de gener de 1834 - 14 de gener de 1874) era un científic i inventor autodidacte alemany. El 1861 va construir el primer telèfon d'interrupció, avui anomenat Telèfon Reis.

## Primers anys i educació

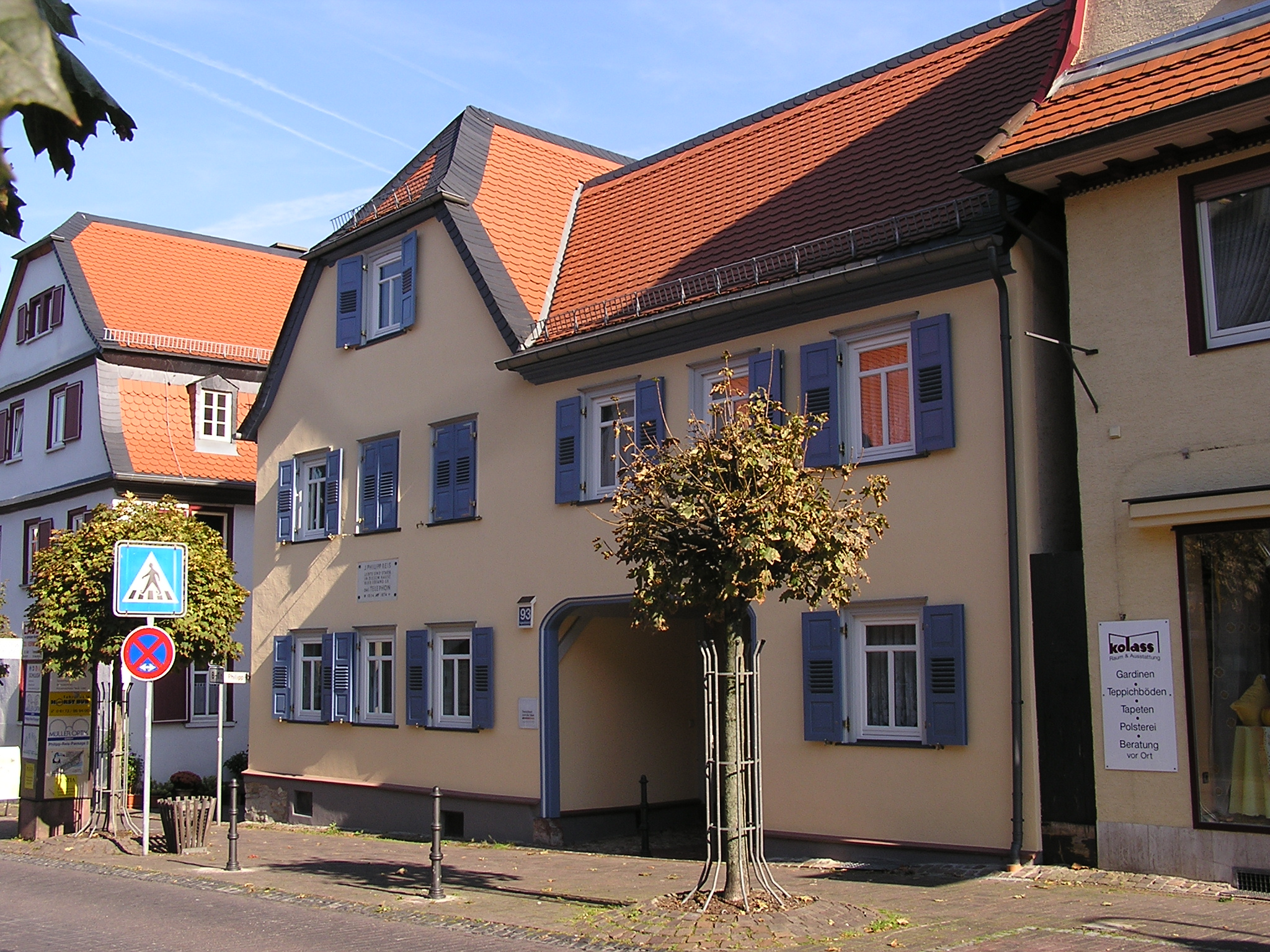
Casa de Reis a Friedrichsdorf, ara un museu

Reis va néixer a Gelnhausen, Alemanya, era fill de Marie Katharine (Glöckner) i de Karl Sigismund Reis, un mestre forner. El seu pare pertanyia a l'Església Evangèlica Luterana. La mare de Reis va morir quan ell encara era un infant, i va ser educat per la seva àvia paterna, una dona llegida i intel·ligent. A l'edat de sis anys van enviar Reis a l'escola de la seva ciutat, Gelnhausen. Aquí el seu talent va atreure l'atenció dels seus instructors, que van aconsellar el seu pare d'ampliar la seva educació a la universitat. El seu pare morí abans que Reis complís els deu anys. La seva àvia i els tutors el van enviar a l'institut de Garnier, a Friedrichsdorf, on va mostrar un gust per llengües, i va adquirir tant el francès com l'anglès, així com un estoc d'informació miscel·lànnia a la biblioteca.
A finals dels catorze anys, Reis va ser acceptat al Hassel Institut, a Frankfurt del Main, on va aprendre llatí i italià. Es va fer palesa una atracció per la ciència, i es va recomanar als seus tutors que l'enviéssin a l'Escola Politècnica de Karlsruhe. El seu oncle el volia convertir en comerciant, i cap a l'1 de març de 1850, Reis començava com a aprenent de comerciant de pintures a l'establiment de J. F. Beyerbach, de Frankfurt, contra la seva voluntat. Va dir al seu oncle que aprendria l'ofici que havia tria per ell, però continuaria tant com fos possible els estudis que preferia.
Amb la seva diligència es guanyà l'estima de Beyerbach, i va dedicar el seu temps lliure a la superació personal, prenent lliçons privades de matemàtiques i física i assistint a les conferències del professor R. Bottger en mecànica a l'Escola de Comerç. Quan el seu aprenentatge va acabar, Reis va assistir a l'Institut del Dr. Poppe, a Frankfurt. Com que allà tampoc s'ensenyava ni història ni geografia, molts estudiants decidiren formar-se ells mateixos en aquests temes. Reis va emprendre la geografia i va creure havia trobat la seva vocació en l'art d'ensenyar. També esdevingué membre de la Societat de Física de Frankfurt.
El 1855 va completar el seu any de servei militar a Kassel, llavors retornà a Frankfurt per ser qualificat com a mestre de matemàtiques i ciència mitjançant l'estudi privat i conferències públiques. La seva intenció era acabar la seva formació a la Universitat de Heidelberg, però a la primavera de 1858 va visitar el seu vell amic i mestre, Hofrath Garnier, qui li va oferir un lloc a l'institut de Garnier.
El 14 de setembre de 1859, Reis es casa, i poc després es trasllada a Friedrichsdorf per començar la seva nova carrera com a professor.

## El telèfon

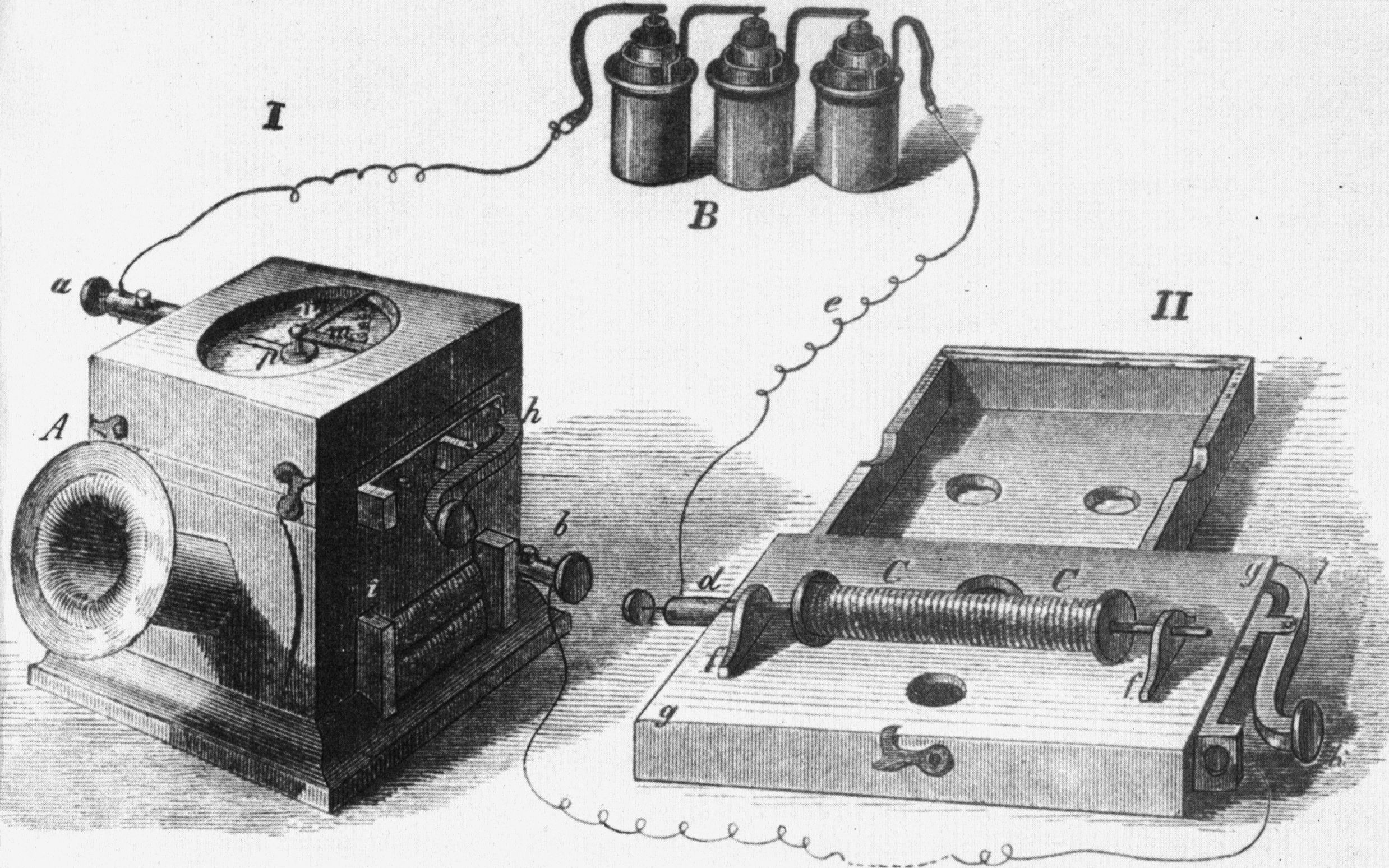
Telèfon de Reis

Reis imaginà que l'electricitat es podia propagar a través de l'espai, igual que podia la llum, sense l'ajut d'un material conductor, i va fer alguns experiments en aquest terreny. Els resultats van ser descrits en un document, "On the Radiation of Electricity", el qual, el 1859, va enviar al professor Poggendorff perquè fos inclòs a la reconeguda publicació Annalen der Physik. El manuscrit va ser refusat, sent una gran decepció per a ell.
Reis, com faria més tard Bell, havia estudiat els òrgans de l'orella i va pensar durant anys en la idea d'un aparell per transmetre el so mitjançant electricitat. Inspirat en les seves lliçons de física va atacar el problema i va tenir èxit. El 1860 va construir el primer prototipus d'un telèfon, el qual podria cobrir una distància de 100 metres. El 1862, va provar un altre cop d'interessar al professor Poggendorff amb un relat del seu "telephon", tal com el va anomenar ell. El seu segon intent també fou refusat. Sembla que el professor Poggendorff va considerar la transmissió de la veu a través de l'electricitat com una quimera; Reis va atribuir aquest fracàs a la mediocritat del professor.
Va tenir dificultats amb diverses persones a Alemanya per atraure l'atenció sobre la idea, malgrat demostrar-la (entre altres) a Wilhelm von Legat, Inspector del Reial del Cos de Telègraf Prussià el 1862. Va despertar més interès als Estats Units el 1872, quan va fer una demostració al professor Vanderwyde a Nova York.
Abans de 1947, el dispositiu de Reis per la British Company Stanrdard Telephones and Cables (STC). Els resultats van confirmar que el dispositiu podia rebre i enviar converses, encara que febles. En aquell mateix moment STC licitava un contracte amb l'American Telephone and Telegraph Company d'Alexander Graham Bell, i el resultat va ser encobert pel president de STC, el senyor Frank Gill, per mantenir la reputació de Bell.

### Experiments previs

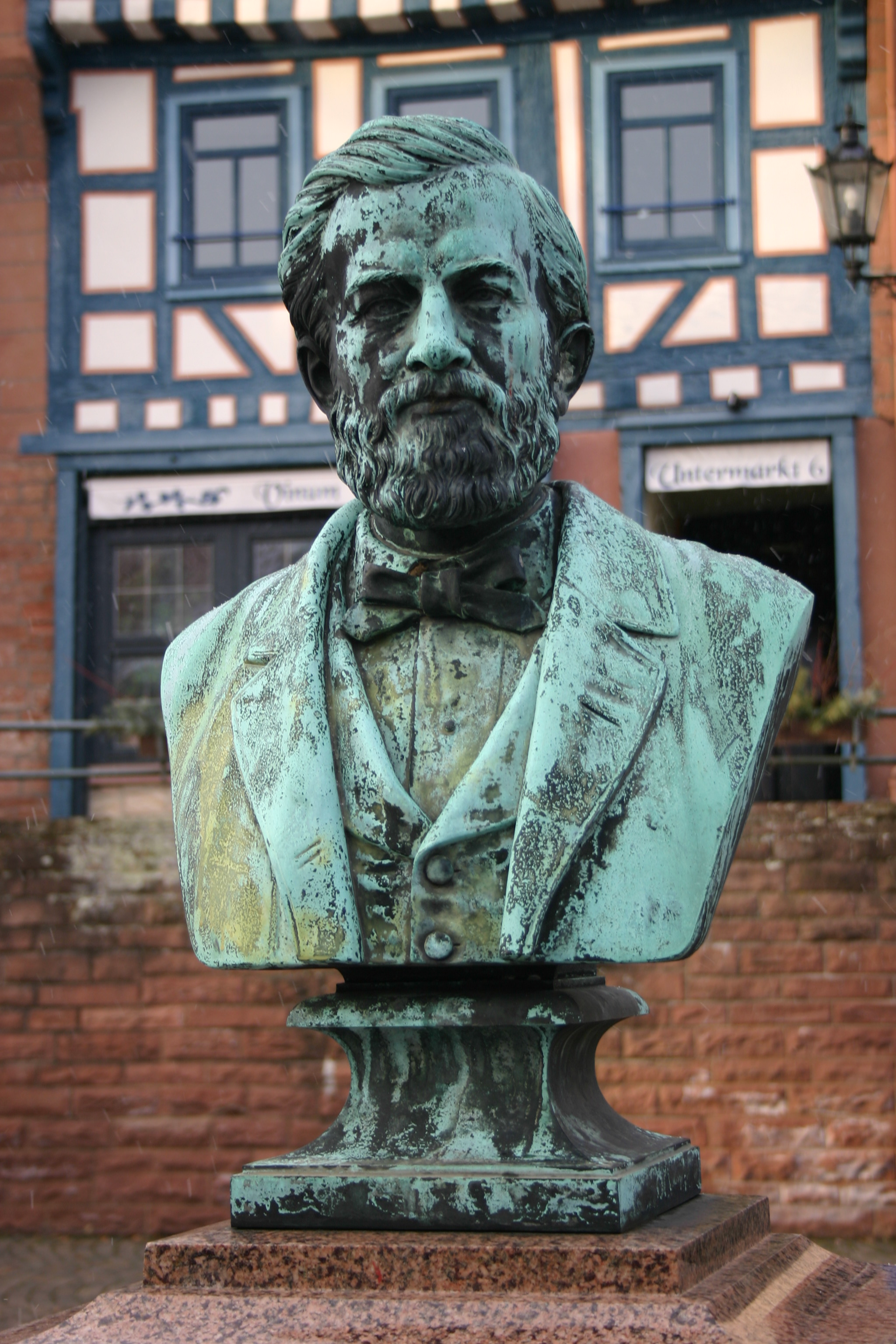
Monument de Reis a Gelnhausen: el 1878 científics europeus van declarar Reis com a inventor del telèfon

Des de la invenció del telèfon, ha cridat l'atenció el fet que, el 1854, Charles Bourseul, un telegrafista francès, havia concebut un pla per transportar sons i fins i tot discurs per electricitat:
Bourseul mereix el mèrit de ser potser el primer que va idear un telèfon elèctric i que va intentar fer-lo; però Reis mereix l'honor de ser el primer de tenir primer la idea d'un dispositiu per transmetre i rebre sons elèctricament.
La idea de Bourseul no va tenir gaire ressò en aquella època i va ser oblidada. Fins i tot el Compte du Moncel, que sempre estava a punt per a rebre nous invents, ho va considerar una idea fantàstica. És dubtós que Reis l'hagués escoltat mai abans. Reis intentava crear un aparell similar gràcies a l'estudi de l'orella humana, que sabia que contenia una membrana que vibrava a causa de les ones sonores, i que comunicava les vibracions a través del l'os darrere del nervi auditiu. A partir d'aquí se li va ocórrer crear un diafragma que imités aquesta membrana i provocava, amb la vibració, el fet d'interrompre el circuit de corrent elèctric i reproduir els sons originals a certa distància.
Durant els anys 1837-38 el professor Page de Massachusetts havia descobert que una agulla o barra prima de ferro, col·locada en el buit d'una bobina o d'una bobina de filferro aïllat, emetia un audible 'tic-tac' a cada interrupció d'un corrent, fluint a la bobina, i si aquest tic-tac seguís el següent de manera ràpida, per una interrupció ràpida del corrent, anirien junts creant un rumor continu, al que va donar el nom de música galvànica. També va trobar que el to d'aquesta nota corresponia al ritme de la interrupció del corrent. Aquests sons febles eren a causa de la magnetostricció. D'aquestes i altres descobertes per Noad, Wertheim, Marrian i altres, Reis sabia que si el corrent interromput pel seu diafragma vibrant es transportava a distància per cables i després passava per una bobina com la de Page, l'agulla de ferro emetria notes com aquelles que havien causat l'oscil·lació del diafragma transmissor. Seguint aquest coneixement, va construir el seu telèfon rudimentari. El prototip de Reis es troba ara al museu del Reichs Post-Amt de Berlín.

### Les deficiències
Un altre dels seus transmissors primerencs era un model aspre per a l'orella humana, tallat en roure, i que comptava amb un tambor que accionava i pivotava una palanca de platí, fent obrir i tancar un contacte estret de platí al circuit metàl·lic del corrent. El va crear amb deu o dotze formes diferents, cadascun intentant millorar l'anterior, que transmetien força bé la música i, de vegades, alguna paraula o dues d'una conversa amb més o menys fidelitat.
La descoberta del micròfon pel professor Hughes ha demostrat la raó d'aquest fracàs. El transmissor de Reis es basava en la interrupció del corrent, i la font estava destinada a tancar el contacte després de ser oberta pel xoc d'una vibració. Mentre el so fos un to musical, el resultat era eficient, ja que un to musical és una successió regular de vibracions. Les vibracions del discurs són irregulars i complicades, i per tal de transmetre'ls la intensitat del corrent ha de ser variada, sense trencar-se. Les ones excitades a l'aire per la veu només haurien de produir ones corresponents a l'actual. En poques paraules, el corrent hauria de sorgir per simpatia amb les oscil·lacions de l'aire. El telèfon de Reis era pobre en transmetre discursos articulats, però va ser capaç de transmetre el to del so.
Segons l'informe de Herr von Legat, inspector del Royal Prussian Telegraphs, que es va publicar el 1862, Reis era conscient d'aquest principi, però el seu instrument no estava ben adaptat per aplicar-lo. Sens dubte, els contactes de platí que va utilitzar al transmissor es van comportar fins a cert punt com un micròfon de metall brut i, per tant, es podien transmetre i distingir algunes paraules, especialment familiars o esperades, a l'altre extrem de la línia. Si el telèfon de Reis es va ajustar de manera que els punts de contacte fessin un "contacte metàl·lic solt", funcionarien molt com el telèfon més tardà inventat per Berliner o el micròfon d'Hughes, una forma de la qual tenia claus de ferro en contacte solt. Per tant, el telèfon Reis va funcionar millor per a la parla quan estava poc ajustat.

Una història del telèfon del 1910 diu que, "en el curs de la demanda Dolbear, una màquina de Reis va ser portada a la cort i va crear molta diversió. Va ser capaç de xisclar, però de no parlar. Experts i professors van lluitar amb això a es va negar a transmetre una frase intel·ligible: "Es pot parlar, però no", va explicar un dels advocats de Dolbear". Ara se sap que mentre una màquina Reis, quan està tapada i fora d'ordre, transmetria una o dues paraules d'una manera imperfecta, perquè es va construir sobre les línies equivocades. No era més un telèfon com un vagó és un trineu, tot i que és possible encadenar les rodes i fer-les lliscar durant un metre o dos. Va dir el jutge Lowell en la seva famosa decisió:
Reis no semblava haver-se adonat de la importància de no trencar completament el circuit del corrent; en tot cas, la seva molla metàl·lica no era pràctica per a això, ja que va permetre que els contactes metàl·lics es poguessin sacsejar molt allunyats, i així interrompre el corrent elèctric.
Els seus experiments es van fer en un petit taller darrere de la seva casa a Friedrichsdorf; i els cables es van dur des d'ella fins a una cambra superior. Es va alçar una altra línia entre el gabinet físic de l'Institut Garnier a través del parc infantil a una de les aules, i hi havia una llegenda a l'escola que deia que els alumnes tenien por de fer escàndol a la sala per por que Philipp Reis els sentís amb el seu "telèfon".

### Publicació
El nou invent de Reis es va presentar en una conferència davant la Societat de Física de Frankfurt el 26 d'octubre de 1861 i una descripció, escrita per ell mateix per Jahresbericht un mes o dos més tard. Va crear una gran quantitat de reaccions científiques a Alemanya; es van enviar models del seu país a Londres, Dublín, Tiflis i altres llocs. Es va convertir en un tema per a conferències populars i un article per a gabinets científics.
Reis va obtenir un breu reconeixement, però el rebuig va començar aviat. La Societat de Física de Frankfurt va donar l'esquena a l'aparell que li havia donat èxit. Reis va dimitir el 1867, però l'Institut Alemany Lliure de Frankfurt, que el va elegir com a membre honorari, també va descartar l'instrument com un mer "joguet filosòfic".
Reis va creure en la seva invenció, fins i tot quan no ho va fer ningú més; i si els seus companys l'haguéssin animat des del principi, hauria intentat perfeccionar-lo. Ja estava afectat per la tuberculosi, tanmateix. Després que Reis donés una conferència per telèfon a Gießen el 1854, Poggendorff, que hi era present, el va convidar a enviar una descripció del seu instrument l'Annalen. Reis, diuen, va respondre: "Ich danke Ihnen sehr, Herr Professor, aber es ist zu spät. Jetzt ich ihn nicht schicken. Mein Apparat wird ohne Beschreibung En den Annalen bekannt werden" ("Moltes gràcies, professor, però és massa tard. Ara no el vull enviar. El meu aparell serà conegut sense necessitat de descriure'l a Annalen.")

## Últims dies

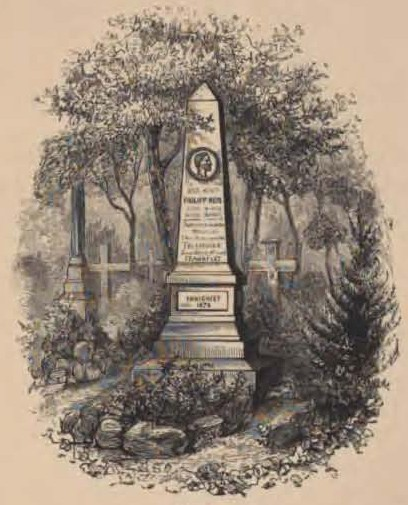
Tomba de Reis a Friedrichsdorf — de Philipp Reis: Inventor del Telèfon per Silvanus Thompson (1883)

Més tard, Reis va continuar el seu ensenyament i estudis científics, però la seva salut feble començava a ser un impediment seriós. Durant anys, gràcies a la seva força de voluntat, va ser capaç de continuar la seva feina. La seva veu va començar per fallar com més es pronunciava la seva malaltia pulmonar i, a l'estiu de 1873, es va veure obligat a aturar les seves classes durant diverses setmanes. Unes vacances de tardor van enfortir les seves esperances de recuperació i es va centrar en el seu ensenyament, però ja eren els darrers esforços. Es va anunciar que mostraria la seva nova màquina gravitacional en una reunió de la Gesellschaft Deutscher Naturforscher und Ärzte (Societat de científics i metges alemanys) de Wiesbaden al setembre, però estava massa malalt per aparèixer. Al desembre es va deixar anar i, després d'una llarga i dolorosa malaltia, va morir a les cinc de la tarda del 14 de gener de 1874.
Al seu curriculum vitae va escriure: "As I look back upon my life I call indeed say with the Holy Scriptures that it has been "labour and sorrow". But I have also to thank the Lord that He has given me His blessing in my calling and in my family, and has bestowed more good upon me than I have known to ask of Him. The Lord has helped hitherto; He will help yet further."
Philipp Reis va ser enterrat en el cementiri de Friedrichsdorf, i el 1878, després de la introducció del telèfon elèctric, els membres de la Societat Física de Frankfurt va aixecar un obelisc del marès vermell que suporta un retrat de medalló sobre la seva tomba.

## Reconeixement i valoració tecnològica
El 1878, quatre anys després de la seva mort i dos anys després que Bell rebés la seva primera patent telefònica, els científics europeus van dedicar un monument a Philip Reis com l'inventor del telèfon.
Documents de 1947 conservats al Science Museum de Londres van mostrar que després dels ajustaments tècnics, enginyers de la firma britànica Standard Telephones and Cables (STC) confirmaven que l'aparell de telèfon de Reis de 1863 podia transmetre i "reproduir discurs de qualitat bona, però de baixa eficàcia".
Sir Frank Gill, llavors president de STC, va ordenar que es mantinguessin les proves en secret, ja que STC estava negociant amb AT&T, que havia evolucionat a partir de la Bell Telephone Company, creada per Alexander Graham Bell. El professor Bell va ser generalment acceptat com l'inventor del telèfon i Gill va pensar que les proves en contra podrien interrompre les negociacions en curs.

### Johann-Philipp-Reis Preis (Premi)
La VDE (Associació d'Enginyeria Alemanya), Deutsche Telekom i les ciutats de Friedrichsdorf i Gelnhausen presenten bianualment el Johann-Philipp-Reis Preis (premi) a científics per "...Consecucions científiques assenyalades en l'àrea de tecnologia de comunicació".

## Controvèrsies de la invenció del telèfon
A més de Reis i Bell, molts altres van reclamar ser els inventors del telèfon. El resultat era el Cas Elisha Gray-Bell, un dels més llargs dels Estats Units en interferència de patents, implicant Bell, Thomas Alva Edison, Elisha Gray, Emil Berliner, Amos Dolbear, J. W. McDonagh, G. B. Richmond, W. L. Voeker, J. H. Irwin, i Francis Blake Jr. El cas va començar el 1878 i no va finalitzar fins al 27 de febrer de 1901. Bell i la Bell Telephone Company van triomfar en aquesta decisió crucial, així com cadascuna de les més de 600 altres decisions judicials relacionades amb la invenció del telèfon. La Bell Telephone Company no va perdre mai cap cas que hagi passat a la fase final de la prova.
Una altra controvèrsia va sorgir prop d'un segle més tard quan el Congrés dels EUA va passar una resolució el 2002 reconeixent les contribucions al telèfon de l'italo-americà Antonio Meucci (no per la invenció del telefòn), un declaració que no tenia cap càrrec legal a la United States Patent and Trademark Office (USPTO). El Parlament del Canadà va fer una declaració posterior d'aclariment: "...Aquell Alexander Graham Bell de Brantford, Ont., i Baddeck, N.S., [era] l'inventor del telèfon." Previ a la seva mort, Meucci hi havia perdut l'únic judici conclòs relatiu a la seva invenció del telèfon.